# Karel Brückner
Karel Brückner (* 13. listopadu 1939 Olomouc) je bývalý český fotbalový trenér a bývalý hráč převážně nižších soutěží. Je taktéž bývalý český hokejový útočník, hrál v nižších soutěžích za TJ Moravia Olomouc  v letech 1961-1967.
Největší úspěchy zaznamenal Brückner na lavičce české reprezentace, kterou jako první trenér v historii dovedl na tři vrcholné akce za sebou (ME 2004, MS 2006, ME 2008). 
Na Mistrovství Evropy v roce 2004 došel s českým týmem až do semifinále, kde Češi podlehli pozdějším vítězům z Řecka. Jako první kouč v samostatné historii přivedl národní tým k účasti na mistrovství světa, na němž mužstvo v roce 2006 v Německu vypadlo už v základní skupině. Poslední velkou akcí pro Brücknera byl evropský šampionát v roce 2008.
Sedmkrát zvítězil v domácí anketě Trenér roku, v roce 2003 ho Mezinárodní federace fotbalových historiků a statistiků (IFFHS) zvolila druhým nejlepším koučem světa a v roce 2014 vstoupil do Síně slávy českého fotbalu.

## Hráčská kariéra
Brückner je odchovancem Olomouce, v jejímž dresu působil téměř celou svou hráčskou kariéru. V sezóně 1970/71 nastoupil dvakrát za Baník Ostrava v československé první lize.

## Trenérská kariéra
Brücknerova trenérská kariéra započala v roce 1971 v rodné Olomouci. Po  letech ve svém rodném městě působil i v Prostějově a následně se vrátil zpět do Olomouce.

### Angažmá v československé a české nejvyšší soutěži
Československou nejvyšší soutěž si v roli kouče poprvé vyzkoušel v roce 1981 v Brně. Na lavičce Zbrojovky, spolu s asistentem Viliamem Padúchem, zůstal rok a půl; po poměrně úspěšné první sezóně, ve které skončil brněnský celek na 11. příčce, přišel špatný start do ročníku 1982/83 a po 16 kolech byl Brückner z pozice hlavního trenéra odvolán.
V letech 1984 až 1987 působil jako hlavní trenér zpátky v olomoucké Sigmě, se kterou skončil postupně na šesté, čtvrté a čtrnácté příčce. V roce 1986 vedl Sigmu v dvojzápase 1. kola Poháru UEFA proti švédskému Göteborgu (1:1 a 0:4).
Sezónu 1989/90 strávil na lavičce prvoligových Vítkovic, které dovedl k deváté příčce a následně se vrátil zpátky do Olomouce. Se Sigmou se po svém návratu oslavil konečné třetí místo v sezónách 1990/91 a 1991/92 a pátou pozici v posledním ročníku československé ligy. V sezóně 1991/92 došel se Sigmou až do čtvrtfinále Poháru UEFA, kde se Olomouc střetla s Realem Madrid (1:1 a 0:1). V září 1993, po nepovedeném startu do české ligy, Brückner Olomouc opustil a nahradil jej jeho dosavadní asistent Vlastimil Palička.
V jarní části sezóny 1993/94 přešel do Petry Drnovice, na jejíž lavičce vydržel po boku asistenta Františka Komňackého do 12. kola následující sezóny. V lednu 1995 převzal slovenský Inter Bratislava, se kterým získal během svého půlročního angažmá slovenský pohár.
Na začátku sezóny 1995/96 se Brückner vrátil zpátky do Sigmy Olomouc, kterou dovedl k druhému místu v lize. V následujícím ročníku skončila Brücknerova Olomouc na osmé příčce.

### Česká reprezentace do 21 let
V roce 1997 byl Brückner jmenován trenérem české reprezentace do 21 let, s níž vybojoval v roce 2000 stříbro na ME na Slovensku (porážka 1:2 ve finále s Itálií). Na lavičce české jednadvacítce strávil necelé 4 roky, v roce 2001 ji opustil s bilancí 27 výher v 41 zápasech.

### Česká reprezentace
V roce 2002 převzal českou reprezentaci. V reprezentaci se mu začalo dařit už od prvních zápasů, jeho debut na lavičce skončil výhrou 2:0 proti Maďarsku. První porážka přišla až v Brücknerově 21. utkání na reprezentační lavičce, a to dubnu 2004 v Dublinu proti Irsku.

#### EURO 2004
Český národní tým, pod vedením Brücknera, postoupil z kvalifikace na Mistrovství Evropy ve fotbale 2004 ze skupiny 3 z prvního místa před Nizozemskem. S ním se opět sešel ve finálovém turnaji ve skupině D, spolu s Lotyšskem a Německem. Český tým zahájil turnaj těsnou výhrou 2:1 s Lotyšskem. Druhý zápas s Nizozemskem Češi nezačali dobře a brzy prohrávali 0:2. Do přestávky stačili snížit a v druhé půli dokonali obrat na 3:2. Zápas byl považován za nejlepší na turnaji. V posledním zápase s Německem nastoupila značně pozměněná sestava, která dokázala zvítězit 2:1. Ve čtvrtfinále si Češi poradili s Dánskem (3:0); v semifinále ale překvapivě podlehli Řecku 0:1 v prodloužení a Brücknerovi svěřenci se museli spokojit s bronzovými medailemi.

#### Mistrovství světa 2006
Brückner dovedl českou reprezentaci poprvé v její novodobé historii k postupu na mistrovství světa 2006. V základní skupině se Brücknerův tým střetl se Spojenými státy, Ghanou a Itálií. Po úvodní přesvědčivé výhře 3:0 nad výběrem USA přišly prohry 2:0 s Ghanou a Itálií a Češi tak ze základní skupiny nepostoupili. I přes tento neúspěch Brückner trenérem české reprezentace zůstal.

#### EURO 2008
Pod jeho vedením tým český tým vyhrál kvalifikační skupinu na Euro 2008 (o dva body před druhým Německem).
Dne 20. března 2008 Brückner ohlásil na tiskové konferenci, že po ME 2008 ve funkci hlavního trenéra české fotbalové reprezentace skončí. Na závěrečném turnaji český tým nejprve porazil domácí Švýcarsko 1:0, po následných prohrách s Portugalskem a Tureckem ale ze skupiny nepostoupil. Národní tým v posledním zápase skupiny chvíli před koncem blízko postupu, když vedl 2:0 nad Tureckem, ale poté během posledních 15 minut inkasoval 3 góly, které znamenaly vyřazení a postup soupeře. Brückner zakončil své angažmá s bilancí 50 výher v 76 zápasech.

### Rakouská reprezentace
Po skončení EURO 2008 se stal hlavním trenérem rakouské reprezentace. Tu opustil po sedmi odehraných zápasech 2. března 2009 na svou vlastní žádost. S Rakouskem dokázal porazit v kvalifikačním zápase např. vicemistry světa z Francie, ale poté přišly ztráty bodů kvůli porážce v Litvě a remíze s Faerskými ostrovy. Po odchodu oznámil, že uzavřel svou bohatou trenérskou kariéru. V rozhovoru pro deník Sport prohlásil, že už nikdy hlavním trenérem nebude.

### Po ukončení své trenérské kariéry
V červenci 2009 jej oslovil nový předseda Českomoravského fotbalového svazu, pozdější Fotbalové asociace České republiky, Ivan Hašek s nabídkou působení v roli poradce u národního týmu. Brückner nabídku přijal.
V listopadu 2013 o jeho angažování stál český klub FC Viktoria Plzeň, který hledal nástupce za trenéra Pavla Vrbu. Karel Brückner nabídku odmítl. V lednu 2014 přijal místo konzultanta českého národního týmu.

## Ocenění
- Cena města Olomouce (1997)[34]
- Cena Václava Jíry (2010)[35]
- Nejlepší trenér desetiletí (2010)[36]
- Medaile Za zásluhy , I. stupně (2020)[37]